# Andreas Brettschneider

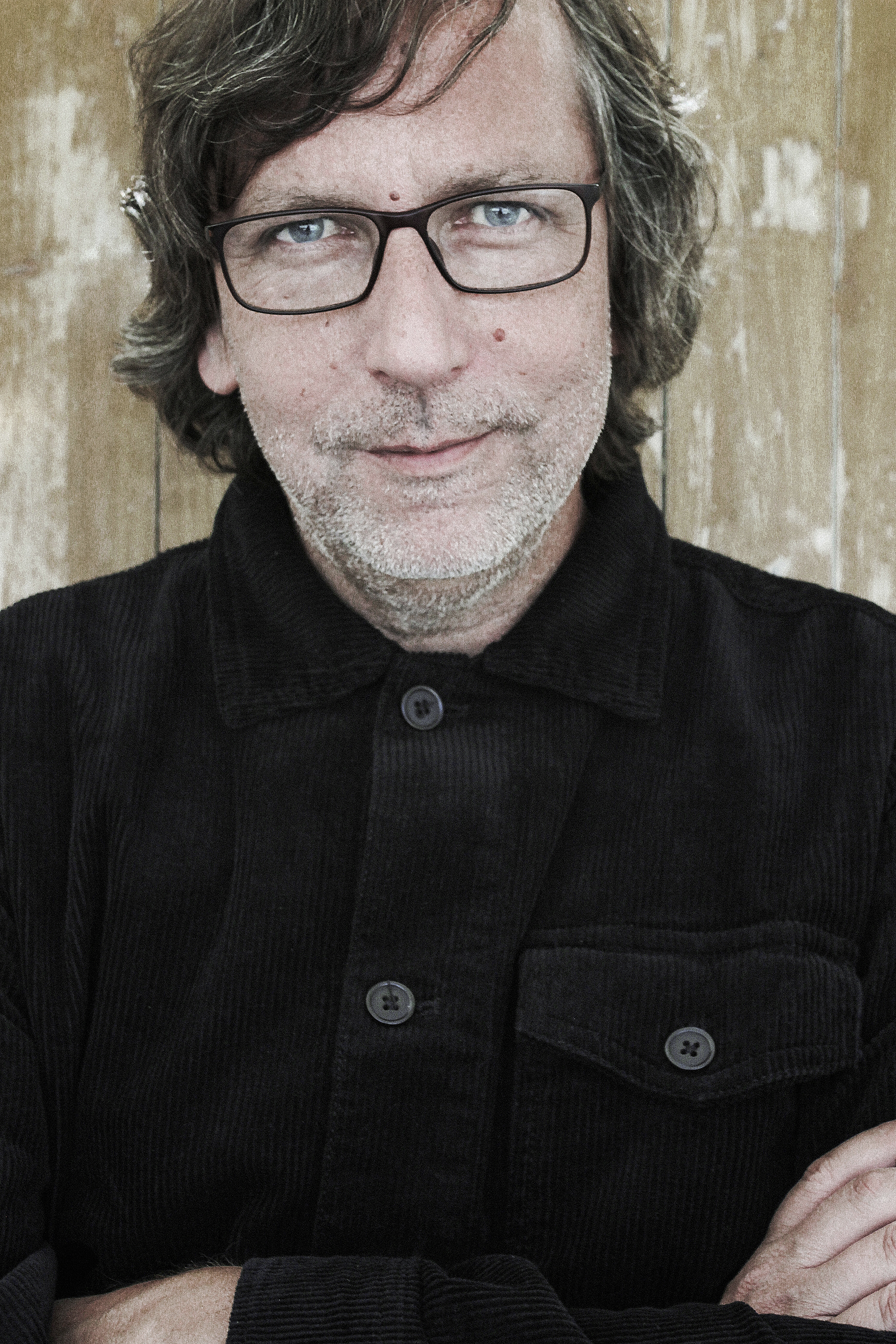
Andreas Brettschneider (2022)

Andreas Brettschneider (* 25. März 1974 in Leverkusen) ist ein deutscher Schriftsteller sowie Kinder- und Jugendbuchautor.

## Leben
Andreas Brettschneider wuchs in Monheim am Rhein auf. Nach dem Abitur und dem Zivildienst studierte er Germanistik und Anglistik. Seit 2010 unterrichtet er am Kölner Erich Kästner-Gymnasium.
Bis zu seinem 40. Lebensjahr schrieb Andreas Brettschneider Songs in verschiedenen Bands (monomatik, lume, gahzed) und veröffentlichte in den Nullerjahren bei dem Netzlabel ideology, bevor er schließlich zur schriftstellerischen Tätigkeit gelangte. Nach einer Reihe von Kurzgeschichten, die in Anthologien erschienen, veröffentlichte er im Frühjahr 2022 mit Auch junge Leoparden haben Flecken seinen ersten Jugendroman beim Ueberreuter Verlag, der vom Feuilleton mit positiven Rezensionen bedacht wurde. Der Roman war 2022 für den Oldenburger Kinder- und Jugendbuchpreis nominiert und belegte den zweiten Platz.
Nach der Veröffentlichung eines Kinderbuchs im Selbstverlag zusammen mit der Illustratorin Silvia Brandt erschien 2024 sein zweiter Jugendroman Die Falle ebenfalls im Ueberreuter Verlag, zu dem das Manuskript unter dem Arbeitstitel Schlechte Verlierer 2022 ein Stipendium des jungen Literaturhauses Köln erhielt.

## Auszeichnungen
- 2022: 2. Platz beim Oldenburger Kinder- und Jugendbuchpreis von Auch junge Leoparden haben Flecken
- 2022: Stipendium des jungen Literaturhauses Köln für das Manuskript zu Die Falle
- 2024: Korbinian – Paul-Maar-Preis der Deutschen Akademie für Kinder- und Jugendliteratur für Die Falle (nominiert)
- 2025: Friedrich-Glauser-Preis, Kategorie Jugendkrimi, für Die Falle[9]

## Veröffentlichungen
- Auch junge Leoparden haben Flecken. Jugendroman. Ueberreuter, Berlin 2022. ISBN 978-3-7641-7121-6
- Fini der Fusselfisch. Kinderbuch. Selbstpublikation, Köln 2023. ISBN 978-3-00-076214-7
- Die Falle. Jugendroman. Ueberreuter, Berlin 2024. ISBN 978-3-7641-7138-4